# Waubeka (Wisconsin)
Waubeka es un lugar designado por el censo ubicado en el condado de Ozaukee en el estado estadounidense de Wisconsin. En el Censo de 2010 tenía una población de 657 habitantes y una densidad poblacional de 105 personas por km².

## Geografía
Waubeka se encuentra ubicado en las coordenadas 43°28′13″N 87°59′37″O / 43.47028, -87.99361. Según la Oficina del Censo de los Estados Unidos, Waubeka tiene una superficie total de 6.26 km², de la cual 6.07 km² corresponden a tierra firme y (3.02%) 0.19 km² es agua.

## Demografía
Según el censo de 2010, había 657 personas residiendo en Waubeka. La densidad de población era de 105 hab./km². De los 657 habitantes, Waubeka estaba compuesto por el 98.48% blancos, el 0.46% eran afroamericanos, el 0% eran amerindios, el 0% eran asiáticos, el 0.3% eran isleños del Pacífico, el 0.15% eran de otras razas y el 0.61% pertenecían a dos o más razas. Del total de la población el 0.46% eran hispanos o latinos de cualquier raza.